# Ratko Varda
Pour les articles homonymes, voir Ratko.
Ratko Varda, né le 6 mai 1979 à Gradiška (Bosnie-Herzégovine), est un joueur serbe de basket-ball.

## Biographie
Varda est issu du centre de formation du Partizan Belgrade, club avec lequel il évoluera jusqu'à sa présentation à la draft 2001 de la NBA. Il n'est pas choisi lors de la draft mais débute finalement la saison NBA 2001-2002 avec les Pistons de Détroit. En 2002, Varda rejoint l'équipe des Wizards de Washington. En deux saisons NBA, il ne joue qu'une seule rencontre (6 minutes, 5 points pour Détroit).
En 2003, il retourne en Europe et signe pour Union Olimpija en Slovénie puis au Beşiktaş JK en Turquie lors de la saison suivante, club qu'il quitte en cours de saison.
Il rejoint pour la saison 2006-2007 la Liga ACB et le Real Madrid mais sa saison est tronquée par une rupture des ligaments croisés de son genou gauche. Il continue en Liga ACB avec le Club Menorca Basquet pour la saison 2007-2008. La saison suivante, il signe pour deux saisons au club lituanien de Žalgiris Kaunas mais les difficultés financières du club le poussent à quitter le club dès fin novembre 2008. Il rejoint alors le club du BC Khimki Moscou en Russie. Depuis le 31 décembre 2009, Varda est engagé auprès du club polonais de Asseco Prokom Gdynia.

## Palmarès
- 1998 00000 : Champion d'Europe des 22 ans et moins avec la sélection de Yougoslavie
- 1999 - 2000 : Coupe de Yougoslavie avec le Partizan Belgrade
- 1999 - 2000 : Vice-champion de Yougoslavie avec le Partizan Belgrade
- 2002 - 2003 : Coupe de Slovénie avec le Union Olimpija de Ljubljana
- 2002 - 2003 : Vice-champion de la SVN (Slovénie) avec le Union Olimpija de Ljubljana
- 2004 - 2005 : Vice-champion de TBL (Turquie) avec le Beşiktaş JK
- 2005 - 2006 : Finaliste de la Coupe d'Ukraine avec le BK Kiev
- 2005 - 2006 : Vice-champion d'Ukraine avec le BK Kiev
- 2006 - 2007 : Coupe ULEB avec le Real Madrid
- 2006 - 2007 : Champion de Liga ACB avec le Real Madrid

## Distinctions personnelles
- 2005 : participation au All-Star Game de l'Euroligue

## Clubs
- 1998 - 2001 :  KK Partizan Belgrade (Championnat de Yougoslavie de basket-ball)
- 2001 - 2002 :  Pistons de Détroit (NBA)
- 2002 0 0000 :  Washington Wizards (NBA)
- 2002 - 2003 :  Union Olimpija (Championnat de Slovénie de basket-ball)
- 2003 - 2004 :  Apollon Patras (ESAKE)
- 2004 - 2005 :  Beşiktaş JK (TBL)
- 2005 - 2006 :  BK Kiev (Championnat d'Ukraine de basket-ball)
- 2006 - 2007 :  Real Madrid (Liga ACB)
- 2007 - 2008 :  Club Menorca Basquet (Liga ACB)
- 2008 - 2009 :  Žalgiris Kaunas (LKL)
- 2009 0 0000 :  BC Khimki Moscou (Superligue)
- 2010 - 0000 :  Asseco Prokom Gdynia (PLK)